# Hagevik
Hagevik – wieś w zachodniej Norwegii, w okręgu Sogn og Fjordane, w gminie Vågsøy. Miejscowość leży nad cieśniną Ulvesundet, przy norweskiej drodze krajowej nr 623. Hagevik znajduje się 6 km na północ od miejscowości Degnepoll oraz około 7 km na północ od centrum administracyjnym gminy Måløy. 
W Hagevik znajduje była fabryka beczek, która jest chronionym zabytkiem kultury. Fabryka została założona w 1904 roku przez Henrika Gillesvik i działała do roku 1986. Obecnie można zwiedzić byłą fabrykę oraz obejrzeć pokaz starego rzemiosła.
Miejscowość jest wymieniona w źródłach historycznych pochodzących z XVI wieku.

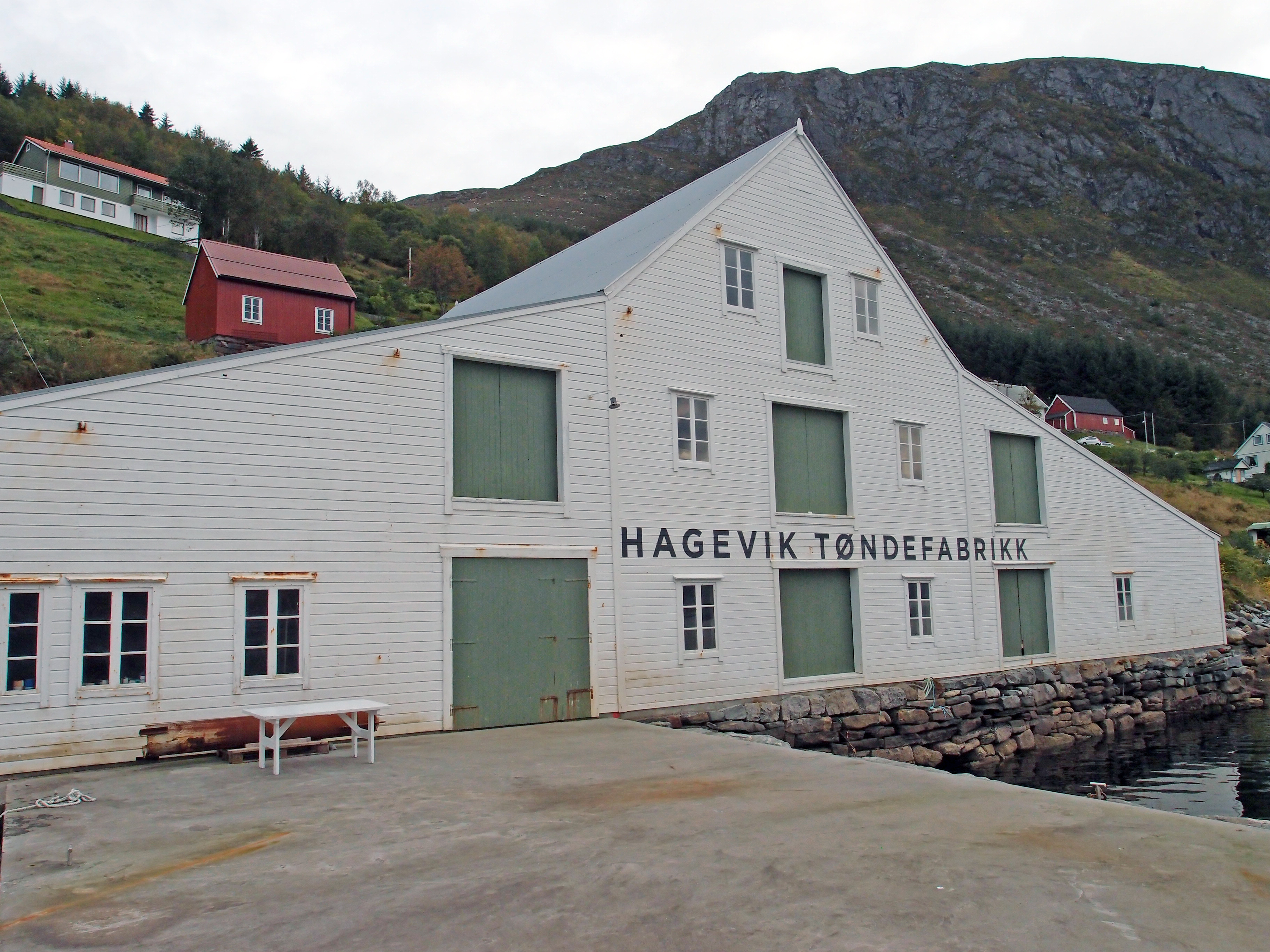
Była fabryka beczek